# Clotilde seduta su un sofà
Clotilde seduta su un sofà (titolo originale Clotilde sentada en un sofá) è un quadro dipinto da Joaquín Sorolla nel 1910 che rappresenta la moglie Clotilde seduta su un sofà che osserva lo spettatore. Ella tiene un libro aperto sulle ginocchia come se fosse stata interrotta nella lettura.
Rappresenta una donna raffinata, che riflette uno status sociale borghese e specchio del successo artistico del marito. Indossa delle delicate scarpe con tacchi alti e un elegante vestito bianco che Sorolla ha dipinto direttamente sulla preparazione della tela per rendere le caratteristiche di trasparenza della garza..
L'opera è esposta al Museo Sorolla di Madrid.